# Albert Cornelius
Albert Cornelius (* 3. Mai 1915 in Riesa; † 25. August 2011) war ein deutscher autodidaktischer Maler.

## Leben und Werk
Cornelius kam aus einer Riesaer Arbeiterfamilie. Er absolvierte in Riesa eine Lehre als Dekorationsmaler und arbeitete dann in seinem Beruf. Als junger Mann bereiste er mit dem Fahrrad ganz Deutschland und malte dabei Bilder. 1930 hatte er in Riesa bei einem akademischen Maler und in München Unterricht. 
Er wurde dann zur Wehrmacht eingezogen und nahm am Zweiten Weltkrieg teil. Nach der Entlassung aus der Kriegsgefangenschaft eröffnete er 1945 mit seiner Ehefrau in Riesa in der Goethestraße 49 die Kunststube, ein Kunstgewerbe-Geschäft, in dem er auch seine eigenen Ölgemälde, Zeichnungen und kunsthandwerkliche Arbeiten anbot. Er machte einen Abschluss als kaufmännischer Angestellter und die Meisterprüfung als Dekorateur. 
Neben seinen beruflichen Tätigkeiten betätigte Cornelius sich lebenslang als Maler und Zeichner. Er beteiligte sich an Kunstausstellungen und war von 1950 bis 1956 Mitglied des Verbands Bildender Künstler der DDR. Zu den konkreten Gründen und Umständen des Austritts oder Ausschlusses liegen bislang keine sicheren Informationen vor. Von 1957 bis 1979 arbeitete Cornelius als Schriftmaler und Dekorateur im VEB Reifenwerk Riesa. 1982 wurde er als Volkskünstler geehrt. Um 1997 restaurierte er in Riesa ein wohl aus dem Ende des 19. Jahrhunderts stammendes Wandgemälde in der heutigen Gaststätte Goldner Herold.

## Ausstellungen (unvollständig)

### Einzelausstellungen
- 1995 und 2002: Riesa, Städtische Galerie

### Gruppenausstellungen
- 1946: Riesa, Kunstausstellung der schaffenden Künstler von Riesa und Umgebung[2]
- 1949: Riesa, Haus der Gesellschaft des Stahl- und Walzwerks Riesa (Kunstausstellung Riesa)